# رود گاماسیاب
گاماسیاب یکی از بزرگ‌ترین رودخانه‌های ایران و شاخهٔ عمده و اصلی کرخه بوده که تا محل تلاقی با رودخانه قره‌سو به این نام خوانده می‌شود. سرچشمه اصلی رود، گاماسیاب در شهرستان نهاوند می باشد.حوضهٔ آبریز آن عمدتاً توسط استان‌های کرمانشاه و همدان پوشش می‌یابد که وسعت این حوضه ۱۱۳۶۱ کیلومتر مربع است. گاماسیاب با نام‌های گاماسا  کاماسب و گاماسی آو نیز شناخته می‌شود. در نزدیکی بیستون (کوه میسو) رودی به نام گامیسا یا جامیشان که دینور رود نیز نام دارد به آن می‌ریزد.
سرچشمه رود، سرآب گاماسیاب در شهرستان نهاوند است. میزان دبی آب چشمهٔ گاماسیاب بین ۵۰۰ (پاییز) تا ۳۰۰۰ لیتر در ثانیه (بهار) است. آب چشمه از یخچال‌ها و کارست رشته‌کوه گرین است. گرین در گویش محلی گَروین نامیده می‌شود و یکی از کانون‌های آبگیر دائمی در کرمانشاه، همدان و لرستان است که رودهای گاماسیاب، دز و کشکان را تغذیه می‌کند. از پیوستن رود قره‌سو به گاماسیاب در نزدیکی گره‌بان رودخانه سیمره تشکیل می‌گردد. سیمره پس از خروج از استان کرمانشاه به استان ایلام سرازیر شده و در انتهای جنوبی استان ایلام با پیوستن رود کشکان رود کرخه را تشکیل داده که در نهایت به تالاب هورالعظیم منتهی می‌گردد.

## تمدن‌های حاشیهٔ رود
کُرتویچ (دینور): در کاوش تپهٔ باستانی کُرتویچ توسط راجرس متیوس و سنجش عمر اشیاء کشف شده به روش کربن چهارده در دانشگاه آکسفورد عمر تمدن آن ۱۱ هزار و ۸۰۰ سال مشخص گردید. در تپهٔ کُرتویچ آثاری از نخستین روستانشینی و اهلی کردن دام و آغاز کشاورزی یافت شد. راجرس متیوس آثار این تپه را یکی از اولین زیستگاه‌های بشر در خاورمیانه دانسته و اولین مکانی است که انسان از غارنشینی به یکجانشینی روی آورد.
گنج‌دره (هرسین): مربوط به هزارهٔ نهم پیش از میلاد، منازل با گوشه‌های زاویه‌دار کنار یکدیگر ساخته شده‌اند. این خانه‌ها به اوایل دورهٔ نوسنگی تعلق دارند. از گنج‌دره آثاری پیدا شده که نشان می‌دهد بز در ۱۰ هزار سال پیش از میلاد در این منطقه اهلی شده بود.

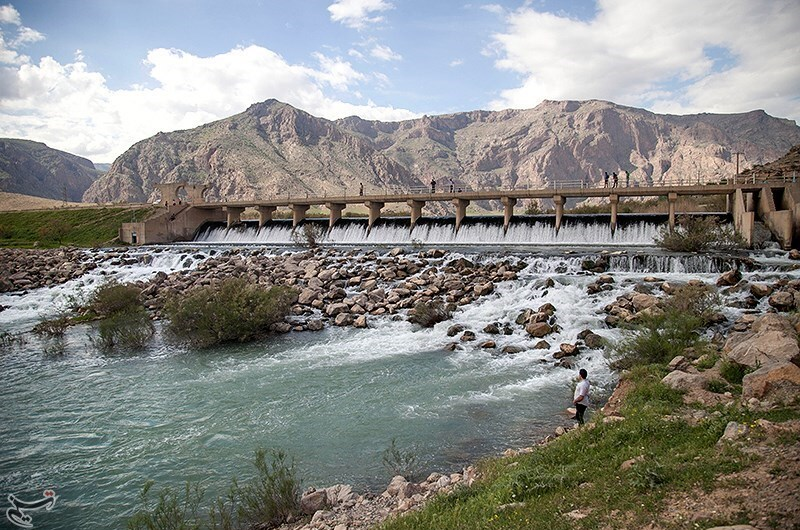
رود گامیسا (جامیشان) در جنوب دینور

تپه خدایی (سنقر) :مربوط به دوران نوسنگی، مس‌سنگی، عصر سنگ و دوره‌های تاریخی بعد از آن است. تپه خدایی در روستای ده‌خداداد از توابع دهستان آگاهان در سنقر قرار دارد. با قدمت هشت هزار سال به‌طور پیوسته مسکونی در ارتباط تمدنی بسیار نزدیک با تپه بابا قاسم نهاوند و گوراب ملایر و گودین‌تپه کنگاور بوده‌است. با کشف آثار معماری و سفال خاکستری یانیقی مربوط به عصر برنز قدیم (هزارهٔ سوم پیش از میلاد) و سفال خاکستری عصر آهن (هزارهٔ اول و دوم قبل از میلاد) مورد توجه باستان‌شناسان قرار گرفت.
تپه گیان: تپه گیان بزرگ‌ترین بخش قدیمی و تاریخی نهاوند است. قدمت آن به ۵۵۰۰ سال پیش از میلاد می‌رسد. نخستین ساکنان گیان کاسی‌ها بودند.
تپه‌یزدان: تپهٔ باستانی هم‌عصر با تپه گیان و گودین در حاشیه گاماسیاب که آثاری متنوع از ادوار مس و سنگ، برنز، آهن، دوران تاریخی تا ادوار مختلف اسلامی است. تپه‌یزدان در شمال غربی نهاوند قرار دارد. نسرین بیگ‌محمدی سرپرست تیم باستان‌شناسی تپه‌یزدان، محوطهٔ تپه‌یزدان را غنی از آثار باستانی مربوط به دوران عصر برنز دانسته‌است.
گودین‌تپه: محل سکونت پیش از تاریخ در غرب ایران در یک کیلومتری غرب شهر گودین از توابع شهرستان کنگاور است. قدیمی‌ترین شواهد شیمیایی به‌دست آمده از ساخت آبجو متعلق به حدود ۳۱۰۰ تا ۳۵۰۰ پ. م در این شهر است.

## چشمه‌ها و رودهای تأمین‌کننده

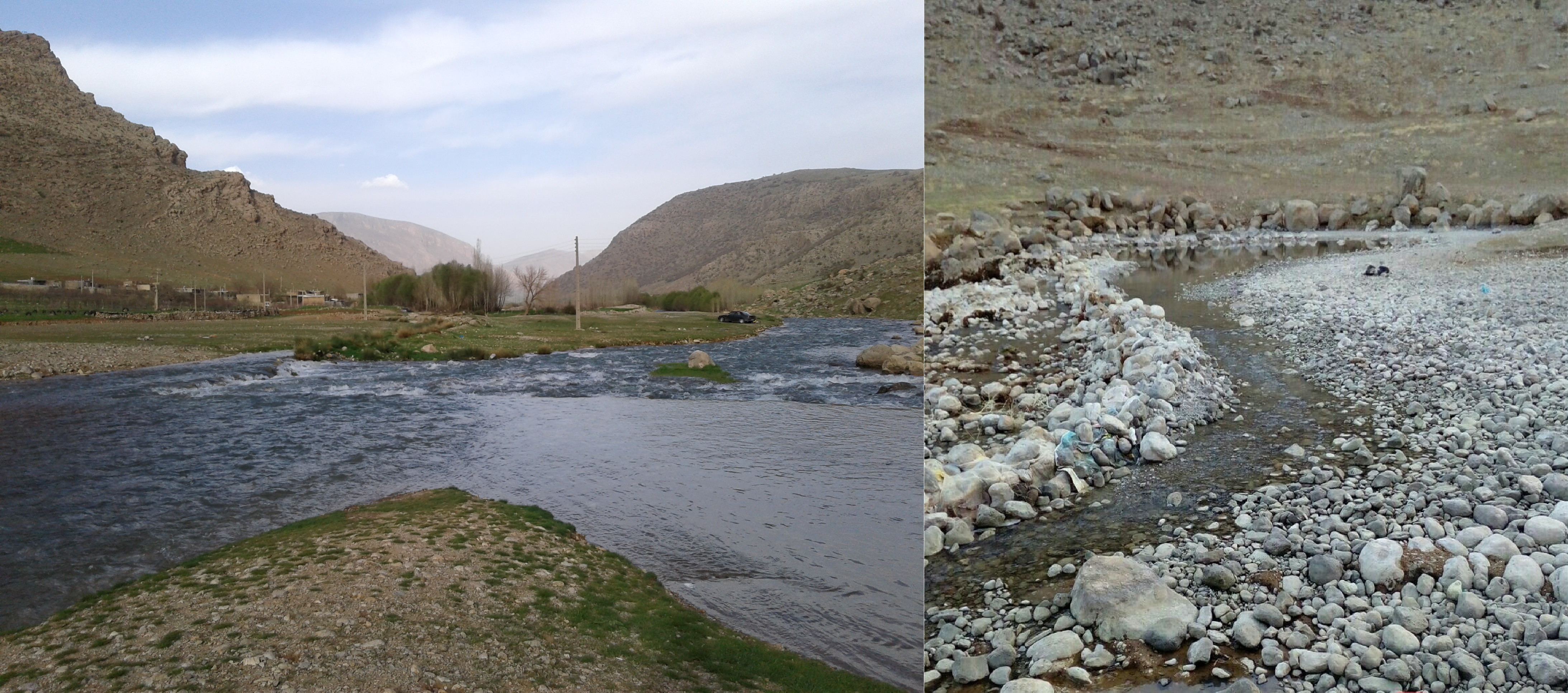
خشک شدن سراب برناج به علت زلزلهٔ کرمانشاه -ازگله

گاماسیاب در محدودهٔ گسل جوان زاگرس پدید آمده‌است. این گسل از فعال‌ترین گسل‌های ایران به‌شمار می‌رود. که عامل زمین‌لرزه‌های پرشمار در محدودهٔ غربی همدان و شرقی استان کرمانشاه است. از جمله زمین‌لرزه‌هایی با شدت بیش از ۷ ریشتر، ۱۳۳۶ فارسینج سنقر و زمین‌لرزه ۱۳۳۷ نهاوند. ۱۲۸۷ بروجرد، ۱۳۸۵ بروجرد و زمین‌لرزه‌های پرتعداد و مکرر ۳ تا ۵ ریشتر. وجود گسل جوان زاگرس و کارست پرآو-گرین عامل اصلی پیدایش رود گاماسیاب است.
با احداث سدها، رشد شهر ملایر، توسعهٔ کشاورزی و کشت محصولات آب‌بر در حوضهٔ آبریز گاماسیاب در شهرستان‌های اسدآباد، تویسرکان و ملایر رودهای خرم‌آباد ملایر، خرم‌رود و قلقل‌رود تویسرکان به‌طور دائمی خشک گردیده‌است.
در ۲ مرداد ۱۴۰۰ مدیرعامل شرکت آب منطقه‌ای استان کرمانشاه اعلام کرد که رودخانهٔ گاماسیاب در محل پل چهر بر اثر خشکسالی و کاهش شدید بارندگی در سال آبی اخیر آب چندانی ندارد. در ۱۵ شهریور ۱۴۰۰ نیز اعلام شد که کشت غیرمجاز برنج در بالادست رودخانهٔ گاماسیاب به خشک شدن این رودخانه انجامیده‌است.

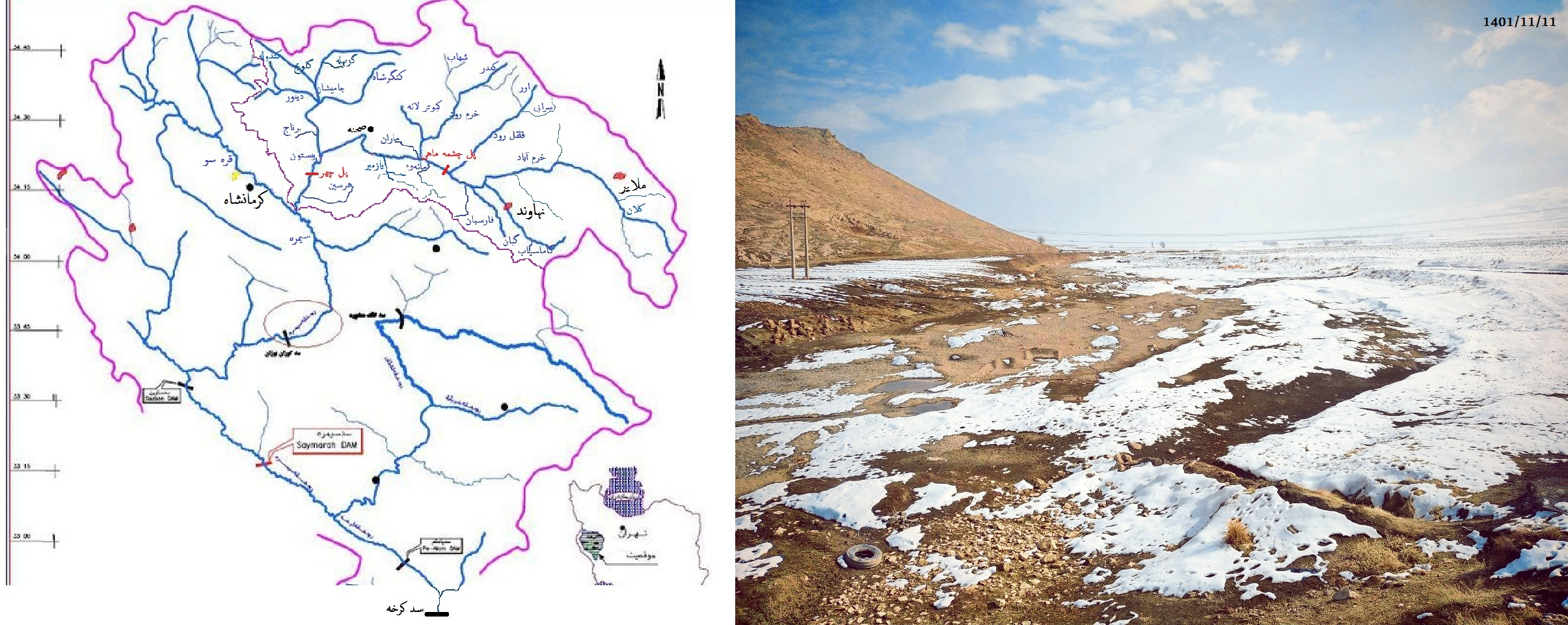
رود خشک گاماسیاب در محل پل چشمه ماهی، بهمن ۱۴۰۱

در ۱۱ مرداد ۱۴۰۱ رئیس ادارهٔ محیط زیست شهرستان کرمانشاه اعلام کرد که رودخانهٔ گاماسیاب تا نزدیکی صحنه در خیلی از نقاط خشک شده و آبی در آن جاری نیست. در سال‌های ۱۴۰۰ و ۱۴۰۱ با ممنوعیت کشت برنج در شهرستان صحنه و امحای (نابودی) ۱۲۲ خزانهٔ برنج شرق استان کرمانشاه برای نجات گاماسیاب تلاش‌هایی صورت گرفت اما به صورت معمول طبق روال تمام سال‌های دههٔ ۱۳۹۰ رود گاماسیاب در محل پل چشمه ماهی نهاوند، شش ماه از سال خشک است و ورودی به شهرستان صحنه تنها در بردارنده بخشی از آب سراب ماران و رودهای یازمیر و مانَه‌وه بوده‌است. در سال ۱۴۰۱ گامیسا (گامیشان) به‌طور کامل خشک گردید. در راستای اجرای مصوبهٔ شورای تأمین شهرستان هرسین مبنی بر انسداد چاه‌های غیرمجاز بالادست سراب هرسین در تاریخ ۲۳ مرداد ماه سال ۱۴۰۰ گروه گشت و بازرسی این امور به همراه نمایندگان شرکت آبفا و سپاه هرسین و نیروی یگان امداد طبق حکم دادستانی، ۶ حلقه چاه که داخل باغ‌ویلا بودند مسدود شدند سراب هرسین منبع اصلی تأمین آب شرب شهر هرسین است.
در استان همدان مصرف بی‌رویهٔ آب در بخش کشاورزی موجب خشک شدن تمام شاخه‌های رود گاماسیاب گردیده‌است. در شهرستان نهاوند یک‌هزار و ۱۶۰ حلقه چاه عمیق و نیمه‌عمیق مجاز وجود دارد که حدود ۸۰۰ مورد آن برای مصارف کشاورزی است. در شهرستان اسدآباد که ۱۰٪ مساحت حوضهٔ آبریز گاماسیاب را شامل می‌شود هزار و ۳۳۹ حلقه چاه کشاورزی مجاز مورد استفاده است. عبدالعظیم رضایی معاون استاندار همدان و فرماندار ویژهٔ ملایر در سال ۱۳۹۵ اظهار داشت: «در سطح شهرستان ملایر یک هزار و ۸۶۲ حلقه چاه مجاز که هزار و ۲۰۰ حلقه چاه مجاز مورد استفاده در بخش کشاورزی است و بیش از هزار چاه غیرمجاز نیز وجود دارد».
امیر شادفر مدیر منابع آب تویسرکان در گفت‌وگو با خبرنگار خبرگزاری فارس در سال ۱۳۹۱ گفته‌است: «دو هزار و ۱۰۷ حلقه چاه دارای پروانهٔ بهره‌برداری در تویسرکان فعال است». مساحت ۵۵۸۳ کیلومتر مربع از حوضهٔ آبریز رود گاماسیاب در شرق و جنوب پل چشمه ماهی نهاوند قرار دارد که تا بهمن سال ۱۴۰۱ خشک اعلام شده‌است.
| نام رود                      | جریانات و چشمه‌های اصلی                                                        | کوهستان                            | طول         | سد                                 | وضعیت    |  |
| ---------------------------- | ----------------------------------------------------------------------------- | ---------------------------------- | ----------- | ---------------------------------- | -------- |  |
| گامسیاب                      | سرآب گاماسیاب سراب ماران سراب بیستون سرآب گیان                                | گرین و پرآو                        |             | سد گاماسیاب                        | دائمی    |  |
| گامیسا (جامیشان) یا دینور آب | سراب گزنهله، سراب کنگرشاه، سراب برناج، سراب نوژی وران، سراب گلویج، سراب چرمله | مادیان کوه، دالاخانی، امروله، پرآو | ۱۴۶ کیلومتر | سد قشلاق، سد جامیشان               | دائمی    |  |
| خرم‌رود                       | رود شهاب، رود کندر، سراب کبوتر لانه                                           | الوند، امروله                      | ۹۲ کیلومتر  | سد نعمت‌آباد، سد خرم‌رود، سد آناهیتا | فصلی     |  |
| قلقل‌رود                      | رود اور و سرابی، یخچال الوند                                                  | الوند                              | ۸۴ کیلومتر  | سد سرابی                           | دائم خشک |  |
| رود خرم‌آباد                  | رود کلان، سراب ملوسان                                                         | الوند، ارتفاعات شرق لرستان         | ۱۲۹ کیلومتر | سد کلان                            | دائم خشک |  |
| رود مانه وَه (نهاوند)         | سراب کنگاور کهنه                                                              | گرین                               | ۲۳ کیلومتر  |                                    | دائمی    |  |
| هرسین                        | سراب هرسین                                                                    | گرین                               | ۲۶ کیلومتر  |                                    | فصلی     |  |
| فارسبان (نهاوند)             | کانی ملهه، سراب فارسبان                                                       | گرین                               | ۱۸ کیلومتر  |                                    | فصلی     |  |
| یازمیر                       | رود یازمیر (آب سرخلج)، سراب بابا علی                                          | گرین                               | ۲۵ کیلومتر  |                                    | دائمی    |  |

## انتقال آب گاماسیاب و مشکلات زیستی
امیر خجسته نمایندهٔ همدان در مجلس شورای اسلامی و حمید چیت‌چیان وزیر نیرو در دولت روحانی در خصوص انتقال آب از گاماسیاب نهاوند به همدان به توافق رسیدند و چیت‌چیان دستور پیگیری فوری را صادر کرد تا از نهاوند به شهر همدان آبرسانی شود.
رود گاماسیاب زیستگاه ده‌ها گونهٔ آبزی و یک گونه منحصر به فرد ماهی در جهان به نام «کوبیتیس آویسا» است. ورود فاضلاب شهری و صنعتی سبب مرگ و میر آبزیان گاماسیاب گردید. پسماندهای شیمیایی عامل اصلی مرگ و میر آبزیان گاماسیاب شناخته شده‌است.
فرسایش خاک و تخریب مراتع سبز موجب بروز سیل‌های شدید در حوضهٔ گاماسیاب شده‌است. در سال ۱۳۹۸ بارش بیش از ۲۷۰ میلی‌متر باران طی حدود ۲۴ ساعت در حوضهٔ آبریز رودخانه گاماسیاب باعث طغیان رود گاماسیاب و سپس سیمره و کرخه شد. طی طغیان گاماسیاب در فروردین ۱۳۹۸ چندین پل از جمله پل علی‌آباد، تخریب و شماری از روستاهای هرسین به زیر آب رفتند.